# 順天倭城

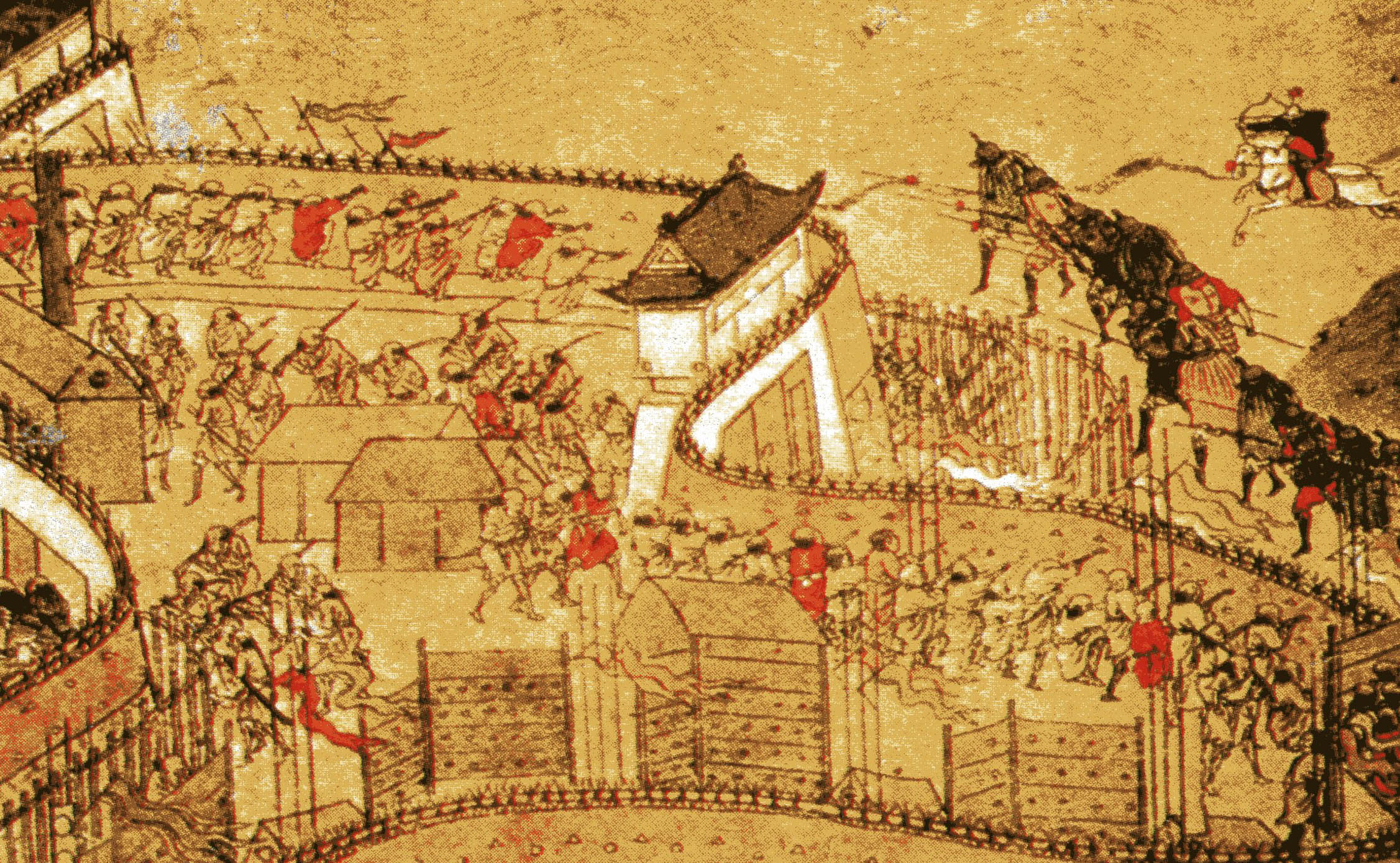
順天倭城の櫓門（『征倭紀功図巻』より）

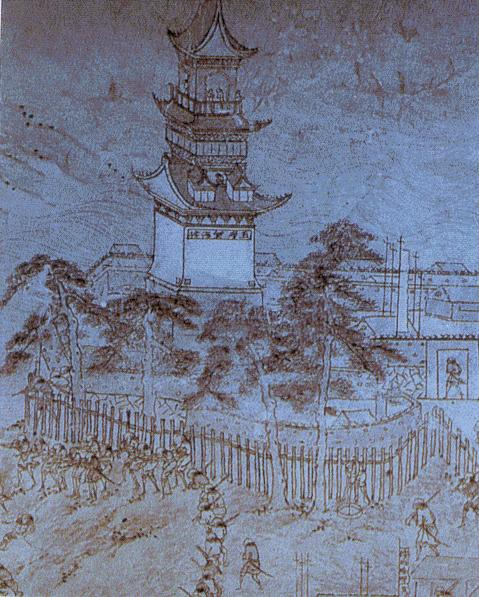
順天倭城の天守（『征倭紀功図巻』より）

順天倭城（じゅんてんわじょう、スンチョンわじょう）は、韓国全羅南道順天市海龍面新城里にあった日本式の城（倭城）。慶長の役の際に日本軍によって築かれたものの一つ。

## 立地と構造
文禄・慶長の役を通じて日本軍は朝鮮半島南岸各地に倭城群を築いて布陣していた。その中でも最西端にあたる全羅道順天の光陽湾に面した沿岸に1597年11月から、小西行長、宇喜多秀家、藤堂高虎を中心として築城を始め、突貫工事により城は短期間で完成をみる。
城の立地は小さな半島状の地形で、三方は海に囲まれた天然の要害で、西側だけが地続きとなっており、ここには丘陵稜線ラインに沿って石垣で長塁を築き、外郭として敵の侵入を塞いでいた。本城は東側最奥部の海に突き出した小山に築かれ、ここに石垣を積み上げ、山頂には3重の天守を上げた。
外郭と本城の間には入り江があり、この入り江には艦船が停泊し軍港の役割を果たしていた。宇都宮国綱の軍功記である『宇都宮高麗帰陣物語』によれば「600艘の船が2つの入り江に入っていた」という。周辺の海は遠浅となっており、そのため海上からの救援が困難であるとしてこの城を放棄する案が提出されたこともあるが、この案は豊臣秀吉が却下した。実際に明・朝鮮軍が攻め寄せたときには、逆に遠浅の海が幸いし、多くの明・朝鮮の軍船が座礁している。現在周囲の海は大部分が埋め立てられている。